# Tom Scholz
Donald Thomas Scholz, detto Tom (Toledo, 10 marzo 1947), è un chitarrista, bassista, tastierista e ingegnere statunitense.
È stato il fondatore dei Boston.
È anche famoso per aver concepito e assemblato parte della strumentazione presente nel suo studio di registrazione. Ha fondato inoltre la Scholz Research & Development, Inc. con cui produceva vari dispositivi in campo musicale, tra cui l'amplificatore per chitarra Rockman.

## Biografia
Fin da piccolo mostra interesse per la tecnologia e le invenzioni, e per la pallacanestro. Inizia a suonare anche il pianoforte. Dopo essersi laureato in Ingegneria meccanica al MIT nel 1969 e aver ottenuto un master nel 1970, comincia a lavorare come product designer presso la Polaroid. Solo allora inizia a studiare nel dopo lavoro, da autodidatta, chitarra, basso e organo. Conosce Barry Goudreau che ha messo un annuncio su una rivista alla ricerca di un tastierista, principale ruolo di Scholz all'epoca. Nella stessa band suona anche Jim Masdea come batterista, e successivamente vi entrerà anche Brad Delp come cantante.
Nel 1969 scrive il suo primo brano, Foreplay. Quando però decide di costruirsi un suo studio di registrazione si scontra con la tecnologia dell'epoca, che non è ai livelli da lui desiderati. Così lo studio sarà completato con apparecchiature inventate da lui stesso. Alla fine ottiene apparecchiature adatte a produrre musica ad un buon livello.
Continua a lavorare alla Polaroid e a scrivere musica insieme a Delp, incidendola poi nel suo studio. Una prima serie di nastri è rifiutata dalle case discografiche, ma successivamente un nastro inciso con Masdea alla batteria, Delp alla voce, e Scholz a suonare chitarra, basso e tastiere ottiene finalmente un contratto con la Epic Records. La casa discografica non è però soddisfatta delle prestazioni di Masdea, che viene sostituito da Sib Hashian. Viene poi ingaggiato Fran Sheehan come bassista.
La Epic pretende che l'album venga registrato in uno studio professionale e così succede, ma alla fine Scholz decide di rifare tutto nel suo studio. Quando esce Boston è subito un successo, ma solo quando il singolo More Than a Feeling viene trasmesso nelle radio Scholz lascia la Polaroid.
Nel 1978 la Epic è preoccupata del fatto che il primo fortunato disco non abbia ancora un successore. Dopo aver esercitato forti pressioni su Scholz, esce Don't Look Back, lavoro di cui Scholz non sarà mai completamente soddisfatto. Il disco comunque otterrà un buon successo di vendite, anche se non ai livelli del suo predecessore.
Per la realizzazione del terzo disco, Third Stage, Scholz decide di prendersi tutto il tempo di cui ha bisogno. Quando però sia la Epic sia gli altri membri si accorsero che le cose stavano procedendo a rilento cominciarono i problemi. Infatti la casa discografica gli fece una causa legale dichiarando la rottura del contratto, mentre gli altri componenti se ne andarono e formarono un gruppo che si sarebbe dovuta chiamare, con la complicità della casa discografica, "Almost Boston" (quasi Boston). A questo punto Goudreau, Hashian e Sheehan fecero causa a Scholz per le royalties. Scholz alla fine vinse entrambe le cause.
Intanto le registrazioni dell'album proseguirono anche grazie alle entrate derivanti dalla produzione di dispositivi musicali di sua invenzione. L'album uscirà nel 1986, e alla fine Delp tornò in tempo per parteciparvi insieme al vecchio amico Masdea.
La carriera dei Boston prosegue con Walk On (il primo senza Delp alla voce) e Corporate America. C'è pure il tempo per un Greatest Hits. Scholz nel frattempo dona milioni di dollari in vari progetti di beneficenza, e nel 1987 vince il premio "Mahatma Gandhi".

## Discografia
- 1976 - Boston
- 1978 - Don't Look Back
- 1986 - Third Stage
- 1994 - Walk On
- 1996 - Greatest Hits
- 2002 - Corporate America
- 2013 - Life, Love & Hope